# كاي ليفينغستون
كاي ليفينغستون هي ناشِطة وممثلة كندية، ولدت في 13 أكتوبر 1919 في لندن في كندا، وتوفيت في 1975.